# Corps de propulseur
Un corps de propulseur, dans le domaine de l'astronautique, est l'enveloppe d'un propulseur à poudre. Le corps de propulseur est dit :
- nu, avant la préparation pour le chargement de poudre,
- chargé, quand la poudre y a été introduite sous forme de bloc.

Les termes correspondants en anglais sont engine body, motor body, et jet body.

## Référence
Droit français : arrêté du 20 février 1995 relatif à la terminologie des sciences et techniques spatiales.